# 张季农
张季农（1919年9月—2010年5月27日），河北省行唐县西家村人。中华人民共和国政治人物。

## 生平

### 民国时期
1937年10月，在河北省阜平县参加八路军。1938年12月，加入中国共产党。历任八路军115师政治部宣传队宣传员、教导大队学员、工兵营文化教员、政治处教育干事、政治部组织干事、师政治部总务股长、师政治部干部科副科长等职。抗日战争结束后，担任鲁南军区政治部组织科副科长、干部科科长、鲁南军区教导团政治处主任。1947年9月起，担任鲁南军区特务团政治处主任、政委，在配合三分区十七团攻克傅家庄。1949年5月起，先后担任徐州警备区干校政委、徐州警备区政治部副主任等。

### 共和国时期
中华人民共和国成立后，担任山东军区98师（水利二师）副政委。1952年6月，先后任河南省薄山水库指挥部副政委、水利工程总局副局长、大伙房水库工程局党委第二书记、副局长等职务，承担薄山水库、大伙房水库等水利工程的建设施工。1956年8月，调任水利部干部司副司长。1959年4月，任水利电力部教育司副司长、司长，水利电力部政治部副主任等职务。
1975年10月，出任中华人民共和国水利电力部副部长。1980年12月，他组织筹备成立中国水利经济研究会，并被推举为水利经济研究会首位理事长。1982年6月，任水利电力部干部进修学院院长，1983年3月，任中国水利电力部对外公司副董事长兼总经理，1994年3月，离职休养。2010年5月27日，在北京逝世，享年91岁。